# Петър IV Рареш
Петър Рареш (на молдовски: Петру Рареш) е княз на Молдова през 1527 – 1538 и 1541 – 1546 г.

## Живот
Той е извънбрачен син на Стефан Велики и Мария Рареш, болярска дъщеря от Хърлъу.
Петър Рареш идва на власт непосредствено след битката при Мохач (1526). Първото му управление съвпада с настъплението на османците към Виена, завършило с обсада на Виена. Лавира политически между Хабсбургите и Ян Заполя. Опитът му да завладее Брашов и Бистрица е неуспешен. Губи Битката при Обертин срещу поляците, в резултат от която се отказва от претенциите си за Покутия – областта между реките Прут и Черемош.
Във вътрешната си политика се опира на малкото болярство, но след като османците окупират Сучава, всички велики боляри го предават, и Рареш бяга в изгнание в Трансилвания през 1538 г. Синът му Илия II Рареш става заложник в Константинопол. Османците окупират страната между Прут и Днепър, а Буджака е зает от кримските татари. През 1541 г. си връща властта, но е принуден да търпи османски гарнизон в Сучава.

## Потомство
Негови потомци от брака му с Елена, дъщеря на Йован Бранкович, са:
- Илия II Рареш
- Стефан VI Рареш
- Анна (-1542/1546), съпруга на Влад VII Инекатул
- Мария (-1614/1616), с два брака: 1) Исаак Балиша 2) Йоан Могила
- Княжна Молдовска
- Роксандра, жена на Александър III Лепушняну
- Янку Сасул му е извънбрачен син.